# Godwin de Wessex
Godwin ou Godwine est un noble anglais mort le 15 avril 1053 à Winchester. Nommé comte par Knut le Grand, il devient progressivement le baron le plus puissant du royaume d'Angleterre sous le règne d'Édouard le Confesseur. Il est le père de Harold Godwinson, dernier roi anglo-saxon d'Angleterre.

## Biographie

### Origines
Les sources ne s'attardent guère sur l'ascendance de Godwin, pas même la Vita Ædwardi regis écrite à la demande de sa fille Édith. Le testament du prince Æthelstan Ætheling, établi en 1014, mentionne un « Godwin, fils de Wulfnoth » qui est vraisemblablement le futur comte. Ce Godwin se voit léguer un domaine à Compton, dans le Sussex, qui appartenait auparavant à son père. Les historiens l'identifient communément à un thegn du Sussex nommé Wulfnoth Cild. En 1008, ce thegn se révolte contre le roi Æthelred le Malavisé après avoir été accusé de crimes non spécifiés par le frère de l'ealdorman Eadric Streona ; ses biens, dont le domaine de Compton, auraient pu être confisqués à ce moment-là.
Une tradition tardive, probablement erronée, veut que Godwin soit le frère d'Ælfwig (en), abbé du New Minster de Winchester élu en 1063 et tué à la bataille d'Hastings en 1066. La fratrie comprend également une sœur nommée Æthelflæd.

### Ascension
Après avoir conquis l'Angleterre en 1016, Knut le Grand nomme de nouveaux hommes à des positions de pouvoir. Godwin est l'un d'entre eux : il commence à porter le titre de comte en 1018. La Vita Ædwardi regis rapporte que Knut lui confère également le rang de bajulus et lui offre la main de sa sœur Gytha (en réalité sa belle-sœur) après l'avoir mis à l'épreuve lors d'un séjour au Danemark. Il figure en première position des témoins laïcs des chartes de Knut à partir de 1023, signe de sa prééminence parmi les pairs du royaume. Si son autorité ne s'étend pas sur l'intégralité du Wessex avant cette date, c'est certainement le cas après. La faveur de Knut lui permet sans doute d'accroître ses richesses, même s'il ne subsiste qu'une seule charte du roi en sa faveur, par laquelle il lui offre un domaine à Polhampton, dans le Hampshire,.
À la mort de Cnut, le 12 novembre 1035, la succession au trône d'Angleterre est disputée entre ses fils Harold et Hardeknut. La noblesse du royaume, réunie à Oxford, se divise : le comte Leofric de Mercie et les thegns du Nord soutiennent Harold, alors que Hardeknut bénéficie du soutien de sa mère Emma de Normandie, la veuve de Knut. Godwin et les thegns du Wessex se rangent derrière Hardeknut, mais celui-ci, retenu au Danemark, ne peut venir défendre ses droits en personne. Un compromis est atteint avec le partage de l'Angleterre le long de la Tamise, Hardeknut recevant le Sud et Harold le Nord. Ce dernier exerce également une forme de régence sur tout le royaume en l'absence de son demi-frère.
Deux autres princes anglais tentent de faire valoir leurs droits : Alfred et Édouard, les fils d'Æthelred le Malavisé et Emma de Normandie, réfugiés en Normandie depuis l'avènement de Knut. Tous deux tentent de débarquer en Angleterre en 1036. Édouard est repoussé à Southampton, mais Alfred, arrivé dans le Kent, est capturé par les hommes de Godwin. Celui-ci le remet aux serviteurs du roi Harold, aux mains desquels il trouve la mort. Le rôle joué par Godwin dans ces événements est controversé dans les sources d'époque : certaines blâment uniquement Harold pour la mort d'Alfred, alors que d'autres impliquent également Godwin,.
La Chronique anglo-saxonne rapporte qu'en 1037, les partisans de Hardeknut, las de son absence, acceptent de rallier Harold. Le soutien de Godwin est vraisemblablement crucial dans sa reconnaissance comme roi. Hardeknut se prépare à envahir l'Angleterre, mais Harold meurt le 17 mars 1040, ce qui lui ouvre le chemin du trône. La noblesse anglaise se soumet, y compris Godwin, qui offre au nouveau roi un navire avec quatre-vingt soldats équipés. Il lui jure également n'avoir fait qu'obéir aux ordres de Harold en capturant Alfred.
Harthacnut meurt en 1042, après quoi Édouard, le dernier fils d'Emma de Normandie encore en vie, devient roi d'Angleterre grâce au soutien de Godwin. Les fils de ce dernier obtiennent des comtés : l'aîné, Sven, obtient en 1043 le Berkshire, le Gloucestershire, le Herefordshire, l'Oxfordshire et le Somerset, et le second, Harold, devient comte d'Est-Anglie l'année suivante. La famille gouverne alors tout le sud de l'Angleterre. En 1045, Godwin donne la main de sa fille Édith au roi et son neveu Beorn Estrithson reçoit à son tour un comté.

### Exil et retour
Afin de contrebalancer la puissance de Godwin, Édouard le Confesseur s'entoure de Normands – il a passé près d'un quart de siècle en exil en Normandie. Les Normands bâtissent des châteaux sur les terres des Godwins, et la tension monte entre les deux partis.
L'archevêque de Cantorbéry Edsige meurt en octobre 1050. Le chapitre élit Æthelric, un parent de Godwin, pour lui succéder, mais le roi force la nomination de son protégé Robert de Jumièges en mars 1051. En septembre de la même année, le comte Eustache II de Boulogne, proche d'Édouard, est impliqué avec ses serviteurs dans une échauffourée à Douvres, sur les terres de Godwin. Celui-ci refuse de punir ses sujets, et la guerre civile semble proche, mais les comtes Léofric de Mercie et Siward de Northumbrie convainquent le roi d'adopter une solution moins sanglante. Finalement, Godwin et ses fils sont exilés du royaume.
Godwin se réfugie en Flandre et retourne en Angleterre en 1052 et à la tête d'une armée. Le sud-est du pays se soulève en sa faveur, tandis que Léofric et Siward refusent de le combattre. Édouard est donc forcé de rétablir Godwin et ses fils dans leurs anciennes possessions. Robert de Jumièges, en fuite, est dépossédé de l'archevêché de Cantorbéry et Stigand, qui a servi d'intermédiaire entre les deux camps, lui succède.
La Chronique anglo-saxonne rapporte qu'en 1053, Godwin s'effondre lors d'un dîner avec le roi le jour du lundi de Pâques, c'est-à-dire le 12 avril. Privé de forces et de langage (sans doute victime d'un accident vasculaire cérébral), il est emporté dans les appartements royaux et meurt trois jours plus tard, le 15 avril 1053. Il est inhumé au monastère d'Old Minster, à Winchester. Son fils Harold lui succède à la tête du Wessex.

## Mariage et descendance
Godwin se marie vers 1022 avec Gytha Thorkelsdóttir, la sœur du Danois Ulf Thorgilsson. Dix enfants leur sont connus, sept fils et trois filles :
- Sven (mort en 1052), comte de Hereford ;
- Harold (mort le 14 octobre 1066), roi d'Angleterre, tué à Hastings ;
- Tostig (mort le 25 septembre 1066), comte de Northumbrie, tué à Stamford Bridge ;
- Gyrth (mort le 14 octobre 1066), comte d'Est-Anglie, tué à Hastings ;
- Leofwine (mort le 14 octobre 1066), comte de Kent, tué à Hastings ;
- Wulfnoth (mort en 1094) ;
- Ælfgar, cité par Orderic Vital, mais pas par Jean de Worcester ;
- Édith (morte le 18 décembre 1075), épouse en 1045 Édouard le Confesseur ;
- Gunhild (morte après 1093), religieuse à l'abbaye de Wilton ;
- Ælfgifu (morte avant 1066), apparemment promise à un noble normand[13].

## Dans la culture populaire
Godwin de Wessex est l'un des personnages principaux de la série télévisée Vikings: Valhalla. Il est incarné par l'acteur britannique David Oakes.